# Sphagnum troendelagicum
Sphagnum troendelagicum är en bladmossart som beskrevs av Kjeld Ivar Flatberg 1988. Enligt Catalogue of Life ingår Sphagnum troendelagicum i släktet vitmossor och familjen Sphagnaceae, men enligt Dyntaxa är tillhörigheten istället släktet vitmossor och familjen Sphagnaceae. Arten har ej påträffats i Sverige. Inga underarter finns listade i Catalogue of Life.